# Broad Hinton, Berkshire
Broad Hinton var en civil parish från 1866 till 1894 då den blev en del av Hurst St Nicholas och Twyford, i grevskapet Berkshire, i England. Civil parish var belägen 10 km från Reading och hade 722 invånare år 1891.